# Kloster Kostanjevica (Görz)

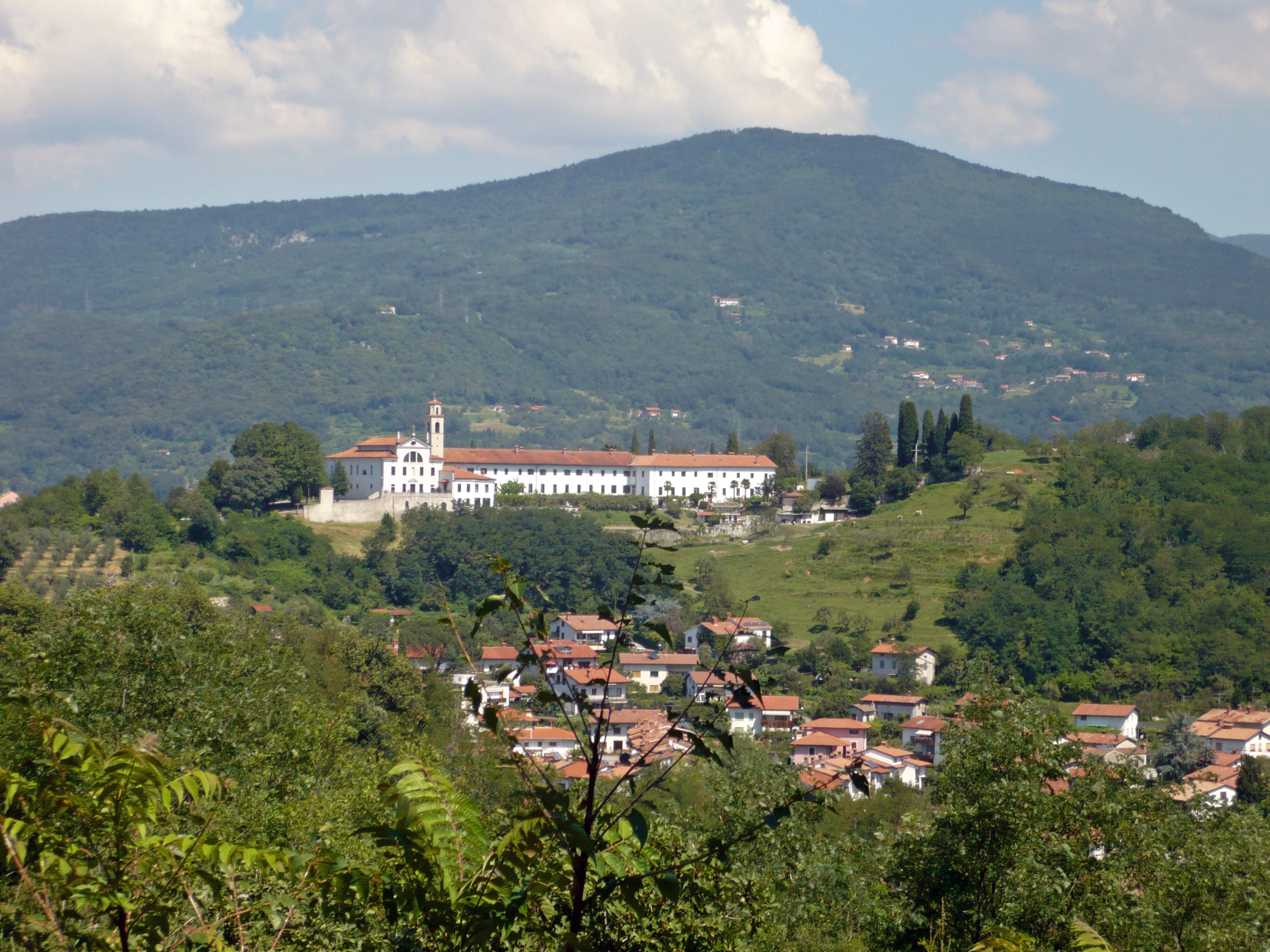
Kloster Kostanjevica

Das Kloster Kostanjevica (italienisch Castagnavizza) mit der Kirche Mariä Verkündigung liegt auf einem 143 m hohen Felsen über Nova Gorica, dem slowenischen Teil der Stadt Görz. 1985 wurden Kloster, Klosterbibliothek und Kirche zum Kunst- und Architekturdenkmal erklärt und gehören somit zum geschützten Kulturerbe Sloweniens. Nach der Unabhängigkeit Sloweniens wurde der gesamte Klosterkomplex umfassend renoviert und restauriert.

## Kloster
Im Jahre 1623 ließ Graf Heinrich Matthias von Thurn eine Kirche zur Ehre der Gottesmutter und ein kleines Karmeliterkloster errichten, das in den nächsten 134 Jahren vergrößert und ausgebaut wurde. 1781 wurde das Kloster von Kaiser Joseph II. aufgelassen, Kirche und Kloster wurden geschlossen. 1811 wurde das Kloster den Franziskanern übergeben, die es heute noch betreiben. Seit 1821 hatte im Kloster auch das Franziskanergymnasium und das Theologiekolleg des Ordens seinen Sitz. Im Ersten Weltkrieg wurden Kloster und Kirche wie auch die ganze Gegend in Mitleidenschaft gezogen, aber nach dem Krieg wieder aufgebaut.

## Klosterkirche
Kostanjevica ist eine alte Marien-Wallfahrtsstätte, zu deren Ehren Graf Matthias von Thurn zunächst eine kleine Kirche für ein Bildnis der Gottesmutter neben dem Kloster erbauen ließ. Im Laufe der Jahrhunderte wurde die Kirche zu dem Bau in der heutigen Größe ausgebaut. Nach dem Auszug der Karmeliter im 18. Jahrhundert war die Kirche zunächst geschlossen. Erst mit Übergabe des Klosters an die Franziskaner im Jahr 1811 wurden die Gottesdienste wieder aufgenommen. Im Ersten Weltkrieg wurde die Kirche während der Kämpfe zwischen Italien und Österreich-Ungarn am Isonzo von 1916 bis 1917 zerstört. Ihr Wiederaufbau erfolgte in den Jahren 1924 bis 1929 mit Wiederherstellung von Stuckaturen und Fresken.
Das Bild des Hauptaltars zeigt die Gottesmutter mit dem Jesuskind. Das Fresko der barmherzigen Gottesmutter von Kostanjevica stammt von Leonardo Rigo. Das Deckenfresko, das die Krönung Mariens darstellt, wurde von Giovanni Moro geschaffen. In der Kirche findet man zahlreiche Grabplatten von Angehörigen des örtlichen Adels.

## Klosterbibliothek
Die herausragende Klosterbibliothek wurde nach Padre Stanislav Škrabec (* 1844; † 1918), einem bedeutenden slowenischen Linguisten und Grammatiker des 19. Jahrhunderts, benannt, der 42 Jahre im Kloster Kostanjevica lebte. Die Anfänge der Bibliothek gehen auf Bestände des Franziskanerklosters Sveta Gora aus dem 16. Jahrhundert zurück. Als die Franziskaner Sveta Gora verlassen mussten, nahmen sie die Bibliothek zunächst nach Görz, später nach Kostanjevica mit. Durch die mehrmaligen Umzüge gingen zahlreiche Bücher verloren, jedoch füllten die Franziskaner ihre Bibliothek im Laufe der Jahrzehnte wieder auf. Mittlerweile umfasst sie 10.000 Bücher, darunter etwa 30 Inkunabeln sowie zahlreiche Drucke aus dem 16. bis 19. Jahrhundert. Für Slowenien von besonderer Bedeutung ist die 1584 als erste auf Slowenisch verfasste Schrift Arcticae horulae (Winterstündchen) von Adam Bohorič mit eigenhändiger Unterschrift des Verfassers.
Wegen ihrer Bedeutung wurde die Klosterbibliothek 1952 vom damaligen Jugoslawien als Kultur- und Geschichtsdenkmal eingetragen.

## Bourbonengruft

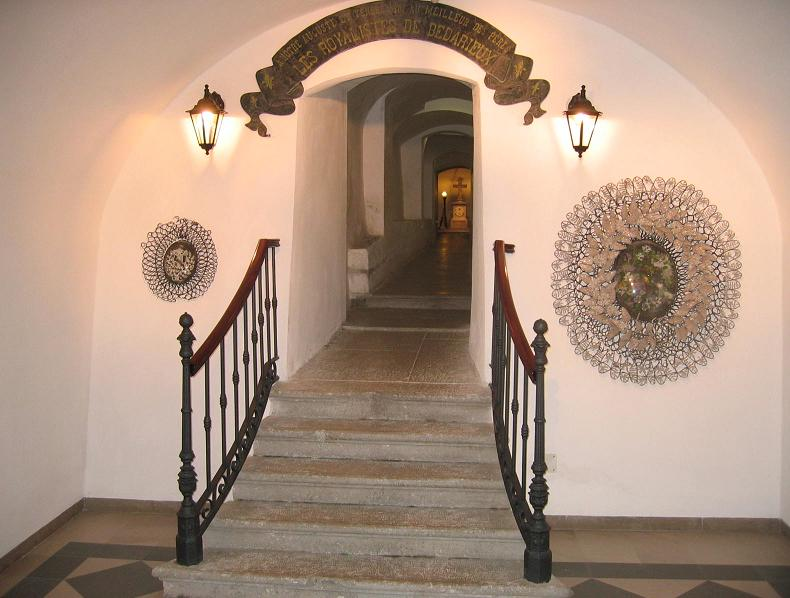
Eingang zur Bourbonengruft

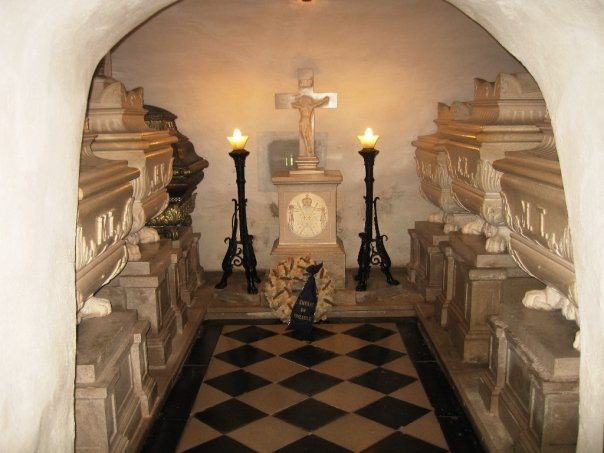
Inneres der Bourbonengruft

In der Gruft des Klosters wurden Karl X., der letzte König von Frankreich aus der Hauptlinie der Bourbonen, und Mitglieder seiner Familie beigesetzt. Nach seiner Abdankung als Folge der französischen Julirevolution im Jahr 1830 ging er zunächst nach Großbritannien ins Exil, bevor er 1836 in Österreich Aufnahme fand und nach Görz kam, wo er wenige Tage später an der Cholera starb. Herzogin Louise Marie Thérèse de Bourbon von Parma ist es zu verdanken, dass alle Bourbonen, die im Exil verstarben, hier ihre letzte Ruhe fanden. Kostanjevica wird, nach der Begräbnisstätte der französischen Könige, auch „Klein St-Denis“ genannt.
In der Gruft bestattete Personen:
- Karl X. (* 9. Oktober 1757; † 6. November 1836), König von Frankreich
- Louis-Antoine de Bourbon (Louis XIX.) (* 6. August 1775; † 3. Juni 1844), Herzog von Angoulême und Sohn Karls X.
- Marie Thérèse Charlotte de Bourbon (* 19. Dezember 1778; † 19. Oktober 1851), Gemahlin von Louis-Antoine de Bourbon
- Louise Marie Thérèse de Bourbon-Artois (* 21. September 1819; † 1. Februar 1864), Tochter von Charles Ferdinand de Bourbon, Herzogin von Parma
- Heinrich von Bourbon (Henri V.) (* 29. September 1820; † 24. August 1883), Sohn von Charles Ferdinand de Bourbon, Enkel von Karl X., letzter männlicher Vertreter der Hauptlinie der Bourbonen
- Marie Therese von Österreich-Este (* 14. Juli 1817; † 25. März 1886), Gemahlin von Heinrich von Bourbon
- Herzog Louis Jean Casimir de Blacas (1771–1839), Hofminister von König Karl X., in einer Nische vor der Bourbonengruft